# Whittingham (Lancashire)
Whittingham is een civil parish in het bestuurlijke gebied Preston, in het Engelse graafschap Lancashire met 2027 inwoners.